# Henry Lawson Way
Der Henry Lawson Way ist eine Verbindungsstraße im Osten des australischen Bundesstaates New South Wales. Er verbindet den Olympic Highway in Young mit dem Newell Highway und dem Lachlan Valley Way in Forbes.

## Namensherkunft
Die Straße wurde nach dem australischen Schriftsteller Henry Lawson (1867–1922) benannt.

## Verlauf
Der Henry Lawson Way zweigt in Young nach Nord-Nordwesten vom Olympic Highway (R41) ab. In Grenfell erreicht er den Mid-Western Highway (R24) und verläuft mit diesem gemeinsam ca. 10 km nach Nordwesten bis Bogolong Creek.
Dort zweigt die Straße erneut nach Nord-Nordwesten ab und erreicht ca. 10 km südöstlich von Forbes den Lachlan River und den Lachlan Valley Way. Gemeinsam mit diesem zieht der Henry Lawson Way die letzten Kilometer nach West-Nordwesten und endet schließlich in Forbes am Newell Highway (N39).